# Chelodina gunaleni
Chelodina gunaleni is een schildpad uit de familie slangenhalsschildpadden (Chelidae).

## Naam en indeling
De wetenschappelijke naam van de soort werd voor het eerst voorgesteld door William Patrick McCord en Mehdi Joseph-Ouni in 2007. De soortaanduiding gunaleni is een eerbetoon aan de Indonesiër Danny Gunalen.

## Uiterlijke kenmerken
De schildlengte is maximaal 24 centimeter, de mannetjes blijven echter ongeveer een derde kleiner. Het rugschild of carapax heeft een vrij ronde vorm, het schild wordt naar achteren toe breder. Het schild is lichtbruin tot donkerbruin van kleur. Het buikschild of plastron is lichter en is zowel bij de mannetjes als de vrouwtjes plat. Bij veel andere schildpadden hebben de mannetjes een holler buikschild zodat ze beter op het vrouwtje kunnen klimmen tijdens de paring.
Mannetjes hebben een smallere kop dan de vrouwtjes, sommige exemplaren hebben twee baarddraden onder de kin maar meestal ontbreken deze. De snuit heeft een afgeronde vorm, de iris heeft een gele kleur met een zwarte ring rond de pupil. De nek is vijftig tot zestig procent zo lang als het schild, aan de bovenzijde van de nek zijn vele puntige stekeltjes aanwezig die alleen bij oudere vrouwtjes wat stomper worden. De kop heeft een oranjebruine kleur, de kaken, trommelvliezen en keel zijn lichter tot geel van kleur.

## Verspreiding en habitat
De soort komt voor in delen van Azië en leeft endemisch in het zuidwestelijke deel van Nieuw-Guinea in Indonesië. De habitat bestaat uit zoetwatergebieden zoals moerassen.